# BlackBerry OS
Pour les articles homonymes, voir Blackberry.
BlackBerry OS est un système d'exploitation propriétaire pour téléphone mobile de la gamme BlackBerry, conçu par la société canadienne Research In Motion (RIM). Lancé en 1999, il est remplacé dès 2010 par une version Unix du système d'exploitation puis par une version Android à partir de 2015. À l'apogée, BlackBerry OS équipait 24% des téléphones mobiles (2011). 

## Description
Issu du monde des téléavertisseurs (pagers), BlackBerry OS est un système multitâches, réputé pour être l'un des premiers à gérer les courriels grâce au standard Mobile Information Device Profile (MIDP 1.0 et MIDP 2.0) qui permet une synchronisation avec les messageries d'entreprise telles que Microsoft Exchange ou IBM Lotus Domino.
Incapable de suivre l'évolution des usages (consultation du Web et des réseaux sociaux, bibliothèque d'applications) et des technologies (BlackBerry OS utilise 32 Mo de mémoire, contre 700 Mo et 2 processeurs pour l'iOS d'Apple par exemple), BlackBerry OS est mis sur la touche en 2013 quand l'entreprise décide de lancer BlackBerry 10 (sur une base Unix), puis délaissé en 2015 quand l'entreprise décide de passer au système Android de Google (BlackBerry Priv). Le système cesse d'être maintenu en 2022.

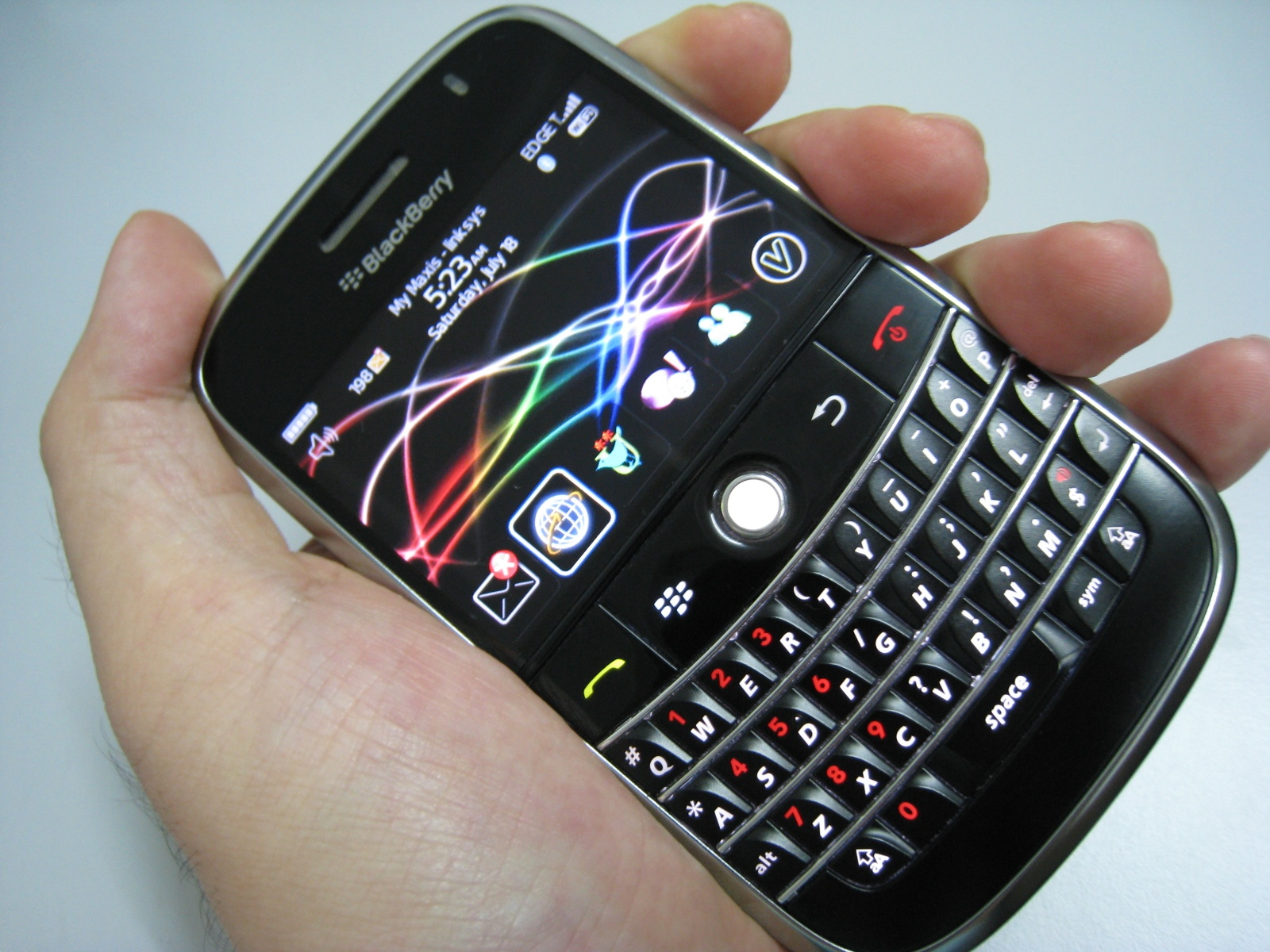
Le BlackBerry OS équipe tous les terminaux produits par RIM entre 1999 et 2015, date à laquelle l'entreprise bascule dans l'univers Android de Google.

### Versions
BlackBerry OS est proposé en plusieurs versions, adaptées à certains terminaux selon leur année de production. 
- OS3 : BB 8700, Curve 8300, Pearl 8100
- OS4 : Curve 8520, Curve 8900, Bold 9000
- OS5 : Curve 8520, Curve 9300, Bold 9700, Storm 9500
- OS6 : Bold 9780, Torch 9800, Pearl 9100
- OS7 : Bold 9790, Bold 9900, Torch 9860, Curve 9360, Curve 9380
- OS10 :  BlackBerry OS10, marque la transition des téléphones vers un OS basé sur QNX, comme BlackBerry Tablet OS. Les premiers téléphones équipés du BlackBerry OS10 sont le BlackBerry Z10 et BlackBerry Q10 et également le BlackBerry Z30[5]

En 2010, RIM fait évoluer l'OS basé sur QNX, et lance BlackBerry Tablet OS, qui remplace BlackBerry OS. Il est utilisé par exemple sur la tablette BlackBerry PlayBook sortie en 2011[réf. nécessaire].

### Polices utilisées
BlackBerry OS utilise 10 polices de caractères connues, : Andale Mono, Arial, Comic Sans MS, Courier New, Georgia, Impact, Tahoma, Times New Roman, Trebuchet MS, Verdana ; ainsi que deux séries particulières inspirées des polices DejaVu : BBAlpha Sans, BBAlpha Sans Condensed, BBAlpha Serif, BBCAPITALS, BBCCasual, BBClarity, BBCondensed, BBGlobal Sans, BBGlobal Serif, BBMilbank, BBMilbank Tall, BBSansSerif, BBSansSerifSquare, BBSerifFixed.